# Clusia deminuta
Clusia deminuta är en tvåhjärtbladig växtart som beskrevs av J. J. Pipoly. Clusia deminuta ingår i släktet Clusia och familjen Clusiaceae. Inga underarter finns listade i Catalogue of Life.